# Canton de Metz-2
Le canton de Metz-2 est une circonscription électorale française du département de la Moselle.

## Histoire
Un nouveau découpage territorial de la Moselle) entre en vigueur à l'occasion des élections départementales de 2015. Il est défini par le décret du 18 février 2014, en application des lois du 17 mai 2013 (loi organique 2013-402 et loi 2013-403). Les conseillers départementaux sont, à compter de ces élections, élus au scrutin majoritaire binominal mixte. Les électeurs de chaque canton élisent au Conseil départemental, nouvelle appellation du Conseil général, deux membres de sexe différent, qui se présentent en binôme de candidats. Les conseillers départementaux sont élus pour 6 ans au scrutin binominal majoritaire à deux tours, l'accès au second tour nécessitant 12,5 % des inscrits au 1er tour. En outre la totalité des conseillers départementaux est renouvelée. Ce nouveau mode de scrutin nécessite un redécoupage des cantons dont le nombre est divisé par deux avec arrondi à l'unité impaire supérieure si ce nombre n'est pas entier impair, assorti de conditions de seuils minimaux. Dans la Moselle, le nombre de cantons passe ainsi de 51 à 27.
Le canton de Metz-2 est formé d'une fraction de la commune de Metz. Il est entièrement inclus dans l'arrondissement de Metz Le bureau centralisateur est situé à Metz.

## Représentation
| Période élective | Période élective | Mandat | Mandat   | Identité                | Nuance | Nuance | Qualité |
| ---------------- | ---------------- | ------ | -------- | ----------------------- | ------ | ------ | --- |
| 2015             | 2021             | 2015   | 2019     | Nathalie Colin-Oesterlé |        | UDI    | Vice-présidente du Département conseillère municipale de Metz Députée au Parlement Européen (élue en juin 2019)                                                      |
| 2015             | 2021             | 2019   | 2021     | Patricia Arnold         |        | DVD    | Cheffe d'entreprise, adjointe au maire de Metz depuis 2020 |
| 2015             | 2021             | 2015   | 2021     | Denis Jacquat           |        | LR     | Président du groupe LR Député de la Moselle Ancien conseiller général du Canton de Metz-Ville-2 (1979-2002 et 2011-2015)                                             |
| 2021             | 2028             | 2021   | en cours | Patricia Arnold         |        | LR     | Conseillère sortante |
| 2021             | 2028             | 2021   | en cours | Khalifé Khalifé         |        | DVD    | Ancien médecin-chef du service de cardiologie, Premier adjoint au maire de Metz, 9ème Vice-Président du conseil départemental, Sénateur app.LR depuis septembre 2023 |

À l'issue du 1er tour des élections départementales de 2015, deux binômes sont en ballotage : Nathalie Colin-Oesterlé et Denis Jacquat (Union de la Droite, 34,28 %) et Hanifa Guermiti et Jean-Michel Toulouze (PS, 30,51 %). Le taux de participation est de 40,4 % (9 290 votants sur 22 994 inscrits) contre 44,87 % au niveau départemental et 50,17 % au niveau national.
Au second tour, Nathalie Colin-Oesterlé et Denis Jacquat (Union de la Droite) sont élus avec 53,63 % des suffrages exprimés et un taux de participation de 38,26 % (4 262 voix pour 8 798 votants et 22 994 inscrits).
Nathalie Colin-Oesterlé est membre du parti Les Centristes.

## Composition
| Nom                          | Code Insee | Intercommunalité      | Superficie (km2) | Population (dernière pop. légale)                 | Densité (hab./km2) | Modifier                                    |
| ---------------------------- | ---------- | --------------------- | ---------------- | ------------------------------------------------- | ------------------ | ------------------------------------------- |
| Metz (bureau centralisateur) | 57463      | Eurométropole de Metz | 41,94            | Fraction : 41 066 (2022) Commune : 121 695 (2022) | 2 902              | modifier les données · modifier les données |
| Canton de Metz-2             | 5712       |                       |                  | 41 066 (2022)                                     |                    | modifier les données                        |

Le canton de Metz-2 comprend la partie de la commune de Metz située à l'est d'une ligne définie par l'axe des voies et limites suivantes : depuis la limite territoriale de la commune de Saint-Julien-lès-Metz, bras mort de la Moselle, rue du Fort-Gambetta, boulevard de Trèves, rue Henry-de-Ranconval, boulevard André-Maginot, place Mazelle, rue Haute-Seille, route départementale 955, avenue de Plantières, rue de Queuleu, rue Androuin-Roucel, rue Baudoche, rue du Roi-Albert, avenue de Strasbourg, rue du Fort-Queuleu, allée Jean-Burger (Fort-Queuleu inclus), chemin rural, rue de la Haute-Bevoye, jusqu'à la limite territoriale de la commune de Peltre.

## Démographie
En 2022, le canton comptait 41 066 habitants, en évolution de +0,97 % par rapport à 2016 (Moselle : +0,52 %, France hors Mayotte : +2,11 %).
| 2013   | 2018   | 2022   |
| ------ | ------ | ------ |
| 41 708 | 40 372 | 41 066 |